# Feyyaz Uçar
Feyyaz Uçar (* 27. Oktober 1963 in Istanbul) ist ein ehemaliger türkischer Fußballspieler und -trainer.

## Spielerkarriere
Feyyaz Uçar begann seine Karriere bei Beşiktaş Istanbul in der Saison 1981/82. Dort spielte er zwölf Jahre. In der Saison 1989/90 wurde er mit 28 Toren Torschützenkönig. 1994 wechselte Feyyaz zu Fenerbahçe Istanbul. Fenerbahçe verlieh ihn 1995 an Antalyaspor, danach verpflichtete ihn Kuşadası SK. Am 31. Mai 1997 verkündete er seinen Rücktritt als aktiver Fußballspieler.

## Trainerkarriere
Uçar war Trainer vieler Vereine: Çanakkale Dardanelspor, Göztepe Izmir, Denizlispor und Beşiktaş Istanbul als Co-Trainer neben Mircea Lucescu. Im Februar 2005 unterzeichnete Feyyaz Uçar einen Vertrag bei Karşıyaka SK. Nach nur 2 Monaten bei Karşıyaka wechselte er zu Malatyaspor. Feyyaz verließ Malatyaspor nach vier Spieltagen und zwei Punkten und ging zurück zu Karşıyaka SK.
Im November 2013 übernahm er den Drittligisten Altay Izmir und ersetzte den entlassenen Cheftrainer Ümit Kayıhan.
Im Januar 2015 übernahm er den Drittligisten Yeni Malatyaspor. Diesen Verein führte er am 34. Spieltag, dem letzten Spieltag der Saison, zur Meisterschaft und damit zum Aufstieg in die TFF 1. Lig. Trotz dieses Erfolges konnte Uçar sich mit Yeni Malatyaspor über die Fortsetzung der Zusammenarbeit nicht einigen.

## Erfolge

### Als Spieler
Beşiktaş Istanbul
- Türkischer Fußballmeister: 1985/86, 1989/90, 1990/91, 1991/92
- Türkischer-Fußballpokal-Sieger: 1989, 1990, 1994

### Als Trainer
Yeni Malatyaspor
- Meister der TFF 2. Lig und Aufstieg in die TFF 1. Lig: 2014/15

## Auszeichnungen
- Torschützenkönig der Süper Lig: 1989/90